# Linia kolejowa Bronna Góra – Białooziersk
Linia kolejowa Bronna Góra – Białooziersk – linia kolejowa na Białorusi łącząca stację linii Moskwa - Mińsk - Brześć Bronna Góra ze stacją Białooziersk.
Linia w całości znajduje się w rejonie bereskim, w obwodzie brzeskim. Stanowi kolejowe połączenie z elektrownią w Białooziersku. Powstała w czasach Związku Sowieckiego.
Linia na całej długości jest niezelektryfikowana i jednotorowa.